# 黃大仙站
黃大仙站（英語：Wong Tai Sin Station）位於香港九龍黃大仙區黃大仙龍翔道，是港鐵觀塘綫的鐵路車站，於1979年10月1日隨修正早期系統通車而啟用。

## 車站構造
黃大仙站是地下車站，分為兩層，上層是車站大堂，下層是月台。

### 樓層
| G                 | 地面 | 出入口 |   |  |
| -                 | 閣樓 | 行人通道往各出入口、D3出口                                                                                                |   |  |
| L1                | 大堂 | 客務中心、商店、自助服務                                                                                                  |   |  |
| L2                | 月台 | \| \| \| 觀塘綫往調景嶺（鑽石山） \| 1 \| \| \| 島式 · 開右邊车门 \| \| \| \| \| \| \| 2 \| 觀塘綫往黃埔（樂富） \| \| \| |   |  |
|                   |      | 觀塘綫往調景嶺（鑽石山）                                                                                                  | 1 |  |
| 島式 · 開右邊车门 |      | |   |  |
|                   | 2    | 觀塘綫往黃埔（樂富） |   |  |

### 大堂
黃大仙站大堂設有兩個付費區，其中一個設於近E出口的付費區。由於使用量偏低及環保前提，該付費區曾經只在平日早上繁忙時間、農曆新年假期及黃大仙誕開放入閘，以疏導人潮。不過後來有乘客投訴該處入閘機長期關閉，故此港鐵自2012年5月末起將該處閘機開放時間延長至晚上8時。在太子站亦有相似的設計，但相關付費區全日開放。
黃大仙站大堂內提供不同類型的商店以及不少自助服務設施。大堂近客務中心位置亦設有香港郵政郵箱。
- 大堂，付費區（2023年5月）
- 大堂，近E出口位置（2023年5月）

### 月台
黃大仙站設有一座島式月台，兩個月台均已裝設月台幕門。
- 1、2號月台（2022年4月）

### 出入口
黃大仙站共設有10個出入口，當中B、C出口共用同一層閣樓層，站外市民亦可在車站服務時間內使用該閣樓層下穿龍翔道，而B3出口則設於黃大仙中心北館的LG層出入口旁，並且僅以數級梯級以及斜道與車站B、C出口閣樓層連接；至於D3出口亦直通黃大仙中心南館地庫。
|                                             |                | |      |
| 編號                                        | 指示           | 建議前往的目的地 | 圖片 |
| 出口 · A                                    | 新光中心M2     | 新光中心M2、防止虐待兒童會竹園中心、神召會德萃書院、CCDC舞蹈中心、翔盈里、竹園北邨、竹園南邨、鳳德公園、鳳凰新邨、嗇色園主辦可立小學、聖母醫院、聖母書院、聖母小學、香港醫援會醫療服務診所、沙田坳道、雙鳳街街市、嗇色園西醫診所、嗇色園社會服務大樓、聖文德書院、滙豪山、豪苑、東華三院黃大仙醫院、伍若瑜健康院、盈福苑 |      |
| 出口 · B · 1 · 盲道标志                     | 嗇色園黃大仙祠 | 浸信會天虹小學、香港遊樂場協會、龍翔官立中學、龍翔辦公大樓、龍翔道、馬仔坑遊樂場、黃大仙上邨 |      |
| 出口 · B · 2 · 盲道标志                     | 嗇色園黃大仙祠 | 龍翔道、黃大仙祠牌樓、嗇色園總辦事處、東華三院簽品哲理中心 |      |
| 出口 · B · 3 · 盲道标志 · 无障碍通道标志    | 嗇色園黃大仙祠 | 鵬程苑、黃大仙中心北館、嗇色園黃大仙祠、翠竹花園 |      |
| 出口 · C · 1                                | 黃大仙下邨     | 中華基督教會扶輪中學、香港造口人協會、龍翔道、路德會龍安展能中心、摩士公園(3號公園)、摩士公園游泳池、五旬節聖潔會永光書院 |      |
| 出口 · C · 2 · 轮椅升降台标志               | 黃大仙下邨     | 癌協綜合服務中心、兒童癌病基金、家計會黃大仙診所、孔教學院大成小學、人力資源培訓中心、國際社會服務社、啟德花園、黃大仙下邨、龍興公共圖書館、聖公會基德小學、大成街街市、黃大仙區文娛協會、黃大仙官立小學 |      |
| 出口 · D · 1                                | 黃大仙中心南館 | 錢仲展紀念中醫診所、聖公會聖十架堂、嘉諾撒小學、綠在新蒲崗、香港聖公會護養院、港澳信義會錫安樓、滙豐仁愛堂仁間有愛中心、城寨社區會堂、現崇山、現崇山商場、龍翔道、鄰舍輔導會、路德會救恩堂、新蒲崗、黃大仙紀律部隊宿舍、黃大仙警署                                                                                       |      |
| 出口 · D · 2                                | 黃大仙中心南館 | 巴士總站、中華基督教會基協中學、正德街、彩虹道街市、彩虹道遊樂場、彩虹道體育館、香港糖尿互協會、香港職業發展服務處、香港考評局新蒲崗評核中心、錦江紀念禮拜堂、鄰舍輔導會黃大仙展能中心、大成街街市、東頭村道、黃大仙天主教小學、黃大仙社區中心                                                                           |      |
| 出口 · D · 3                                | 黃大仙中心南館 | 黃大仙中心南館、香港基督教女青年會、聖公會長者綜合服務中心 |      |
| 往龍翔道                                    |                | |      |
| 出口 · E                                    | 沙田坳道       | 新光中心M2、防止虐待兒童會竹園中心、召會德萃書院、CCDC舞蹈中心、翔盈里、竹園北邨、竹園南邨、鳳德公園、鳳凰新邨、香港學生輔導會、沙田坳道、聖母醫院、沙田坳道、嗇色園西醫診所、嗇色園社會服務大樓、雙鳳街街市、滙豪山、豪苑、東華三院黃大仙醫院、伍若瑜健康院                                                             |      |
| 註： 設有 \| 設有 \| 設有 \| 設有輪椅升降台 |                | |      |

- A、E出口實際上位於在同一位置，而該兩個出口指示牌皆各顯示「新光中心M2」（A出口）及「沙田坳道」（E出口）（2021年3月）

## 利用狀況
黃大仙站位於黃大仙區的中心地帶，而且有不少交通工具接駁區內的住宅及工業區，因此車站的需求量相當高。而在平日早上繁忙時間，該站亦是實施人流管制的車站之一，部分入閘機會關閉以限制人流，是黃大仙區最繁忙的車站。
每逢農曆新年假期及黃大仙誕期間，由於會有大量善信使用該站前往黃大仙祠上香，車站通常相當擠擁，因此港鐵亦會因應情況而於車站B出口通道實施人流管制措施。

## 接駁交通及港鐵優惠
另外，在啟德花園商場設有適用於黃大仙站的港鐵特惠站，為使用成人八達通的乘客提供港幣2元車費優惠。

## 歷史

### 通車
黃大仙站隨修正早期系統於1979年10月1日通車而啟用，而車站承建商為由艾格恩－協興聯營。

### 加建出入站升降機
位於D出口連接大堂及龍翔道的升降機於2010年1月動工，並於2011年12月21日投入服務。

### 事故／事件

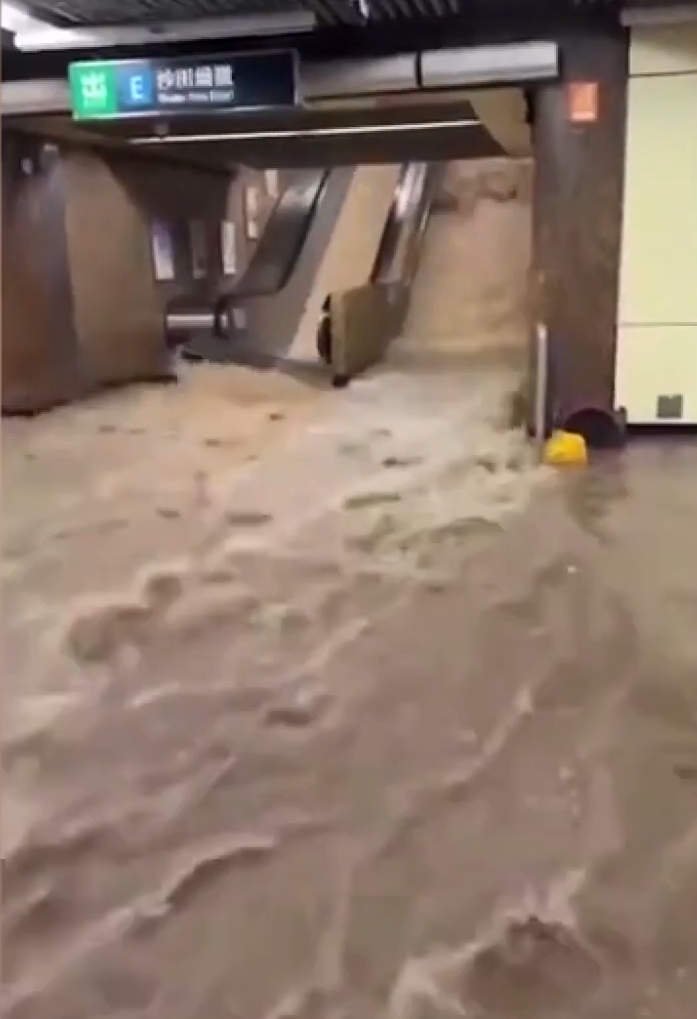
2023年9月7日深夜，黃大仙站出入口的樓梯及扶手電梯有大量雨水湧入站內大堂，導致大堂及月台水浸

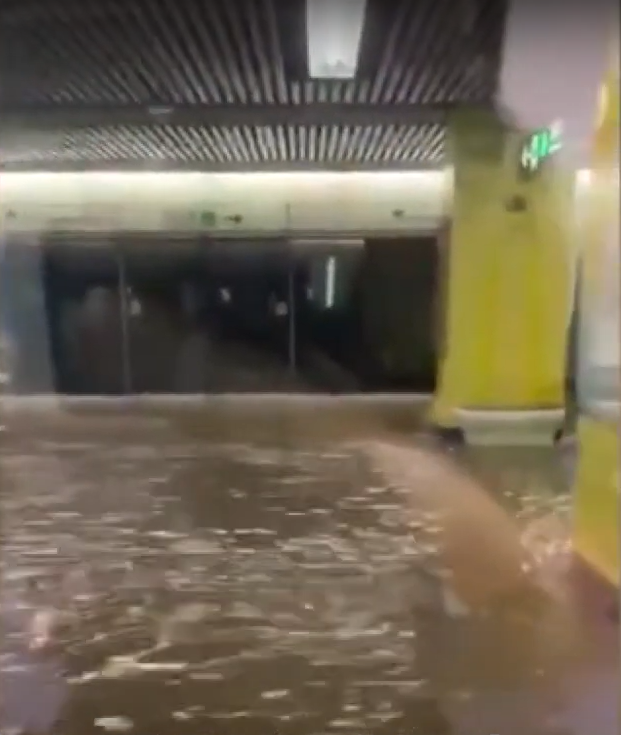
2023年9月7日深夜至8日凌晨大量雨水湧進月台

- 1976年1月22日，黃大仙站地盤內一幅新建磚牆突然倒塌，砸傷兩名工人，是前地鐵系統首宗工業意外[10]。
- 1988年1月，黃大仙站一條運作中的扶手電梯突然逆行，意外造成5人受傷，其中兩名傷者是老人[11]。
- 2014年3月30日，當日香港受到低壓槽影響而出現暴雨。而當晚黑色暴雨警告信號生效期間，黃大仙站出現水浸，雨水經D出口湧進大堂，除D出口一度要暫停使用外，未有造成重大影響，車站維作大致正常。在此次暴雨中，與黃大仙站同樣出現水浸的有九龍塘站、荃灣西站及大圍站。
- 2014年5月22日晚上10時許，黃大仙站大堂一條連接大堂及月台的扶手電梯在運作途中有梯級突然拱起，在場的一名50歲男子腳部被夾住，失平衡跌倒受傷[12]。
- 2023年5月24日中午約12時，有乘客於攜帶已摺的輪椅使用扶手電梯時疑因失去平衡而在扶手電梯上向後倒下，並波及與其同行的兩名乘客，隨後有其他乘客見狀後便按下該扶手電梯的緊急煞停按鈕。事件中3人表示不需送院並自行離開車站[13]。
- 2023年9月7日深夜，當日香港受到低壓槽影響而出現暴雨，期間黃大仙站出入口的樓梯及扶手電梯有大量雨水湧進車站大堂甚至月台而導致水浸。而港鐵於翌日（2023年9月8日）凌晨約12時宣佈黃大仙站需要關閉，期間觀塘綫列車不停黃大仙站；其後亦在凌晨約12時30分宣佈觀塘綫黃埔站至觀塘站的列車服務暫停[14]。而在當日日間，位於黃大仙中心北館外的車站B3出口幾乎被雨水淹沒[15]。直到同日晚上，港鐵表示會在翌日（2023年9月9日）重開黃大仙站，但部分扶手電梯、升降機、入閘機、月台幕門以及廣播設備等因損壞而未必能全數恢復使用[16]。重開當日早上9時許車站有電纜發生故障，事故期間車站須進行緊急疏散，而觀塘綫石硤尾站至彩虹站的列車服務亦須暫停。其後有消防員及警員到場並進入月台視察，而經初步檢查後發現是車站往調景嶺方向的隧道頂部有輕微滴水，初步相信與早前暴雨水浸有關[17][18]。而連接黃大仙中心北館的車站B3出口則於同年10月31日重開[來源請求][19][20][21]。

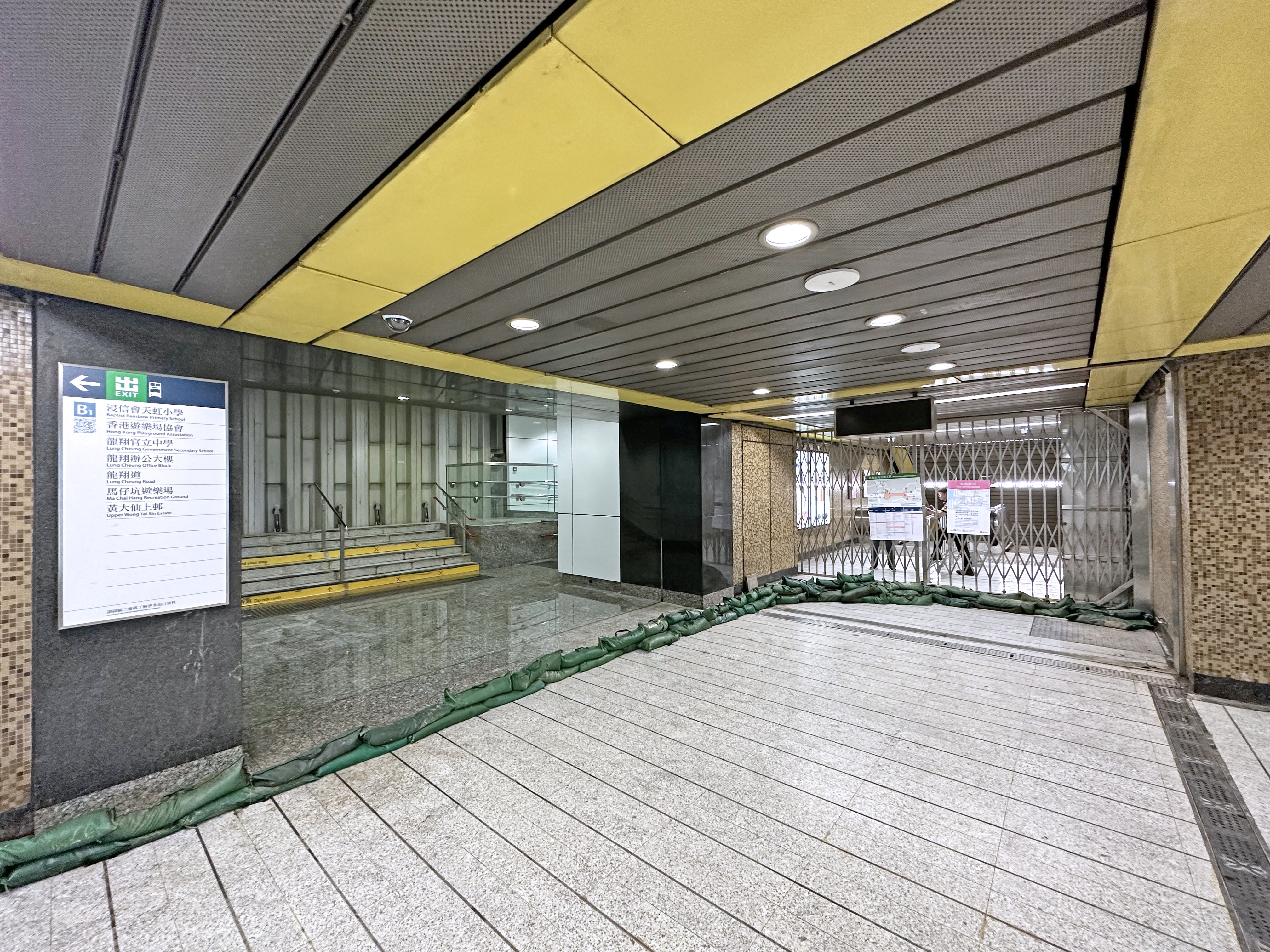
已加設水閘的B3出口
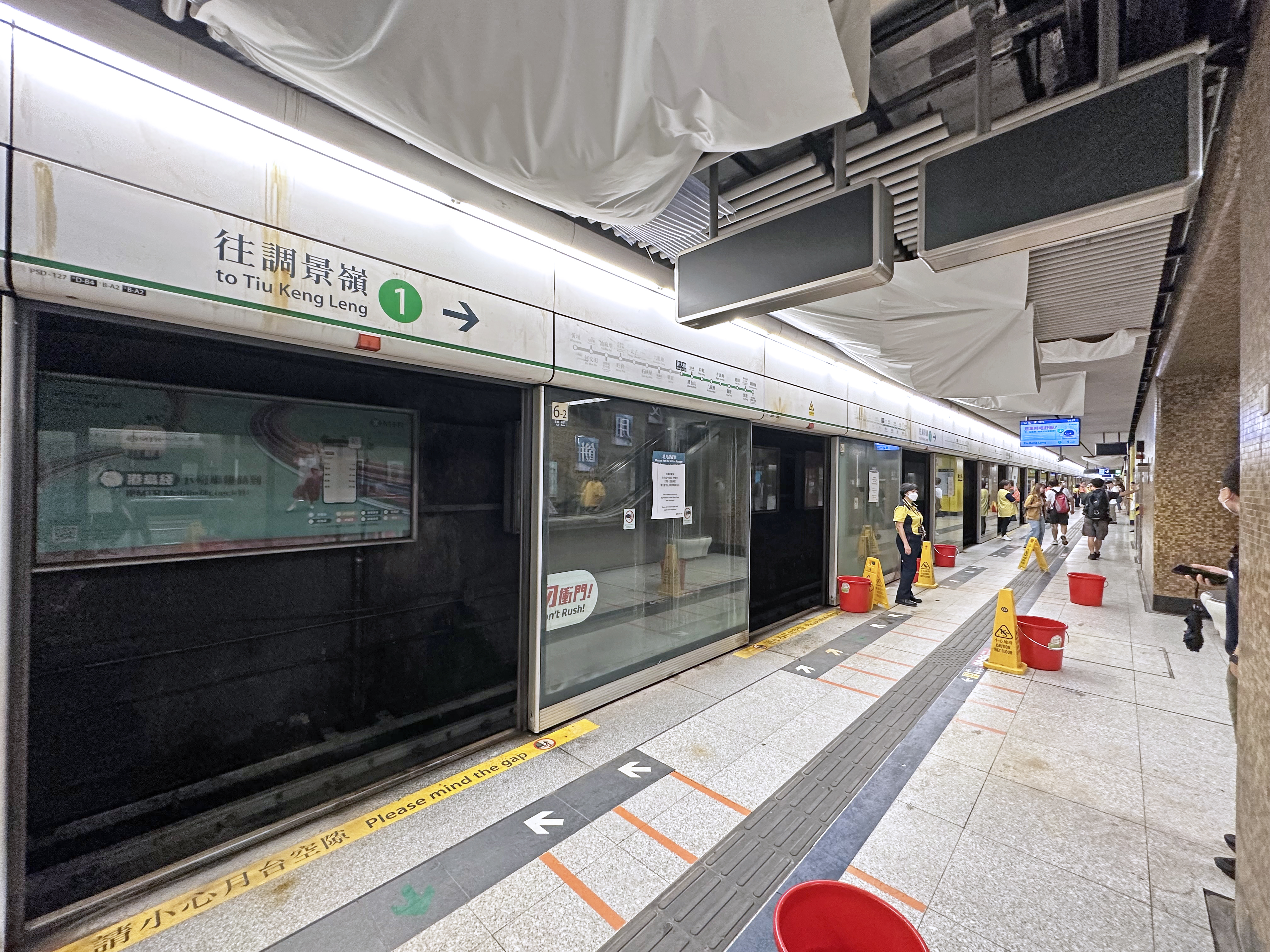
水浸過後車站月台頂部仍有輕微滴水，港鐵亦於現場設置多個紅色水桶；另外車站月台幕門亦因受到損壞而須維持打開狀態
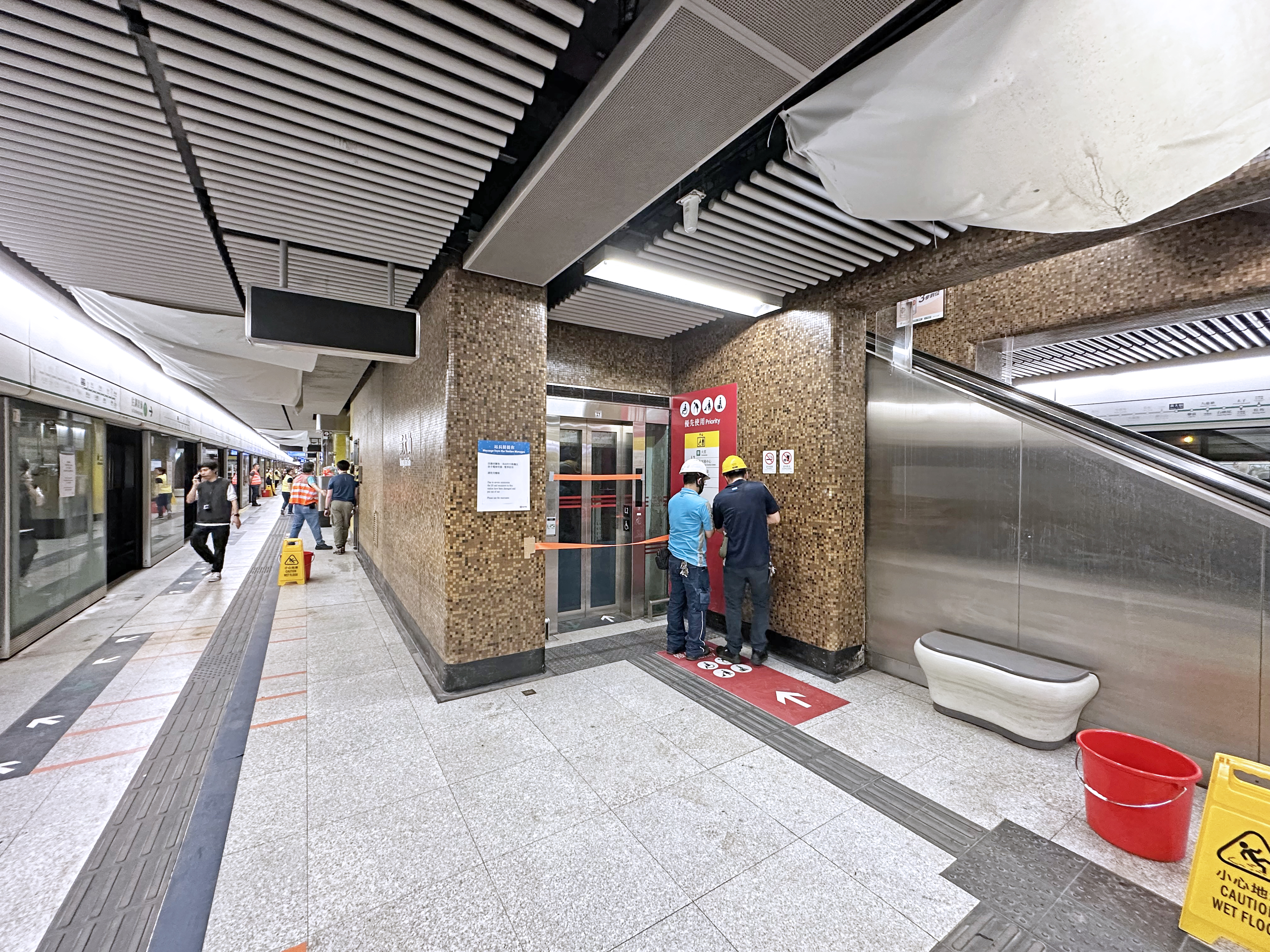
車站月台升降機受水浸影響而暫停使用
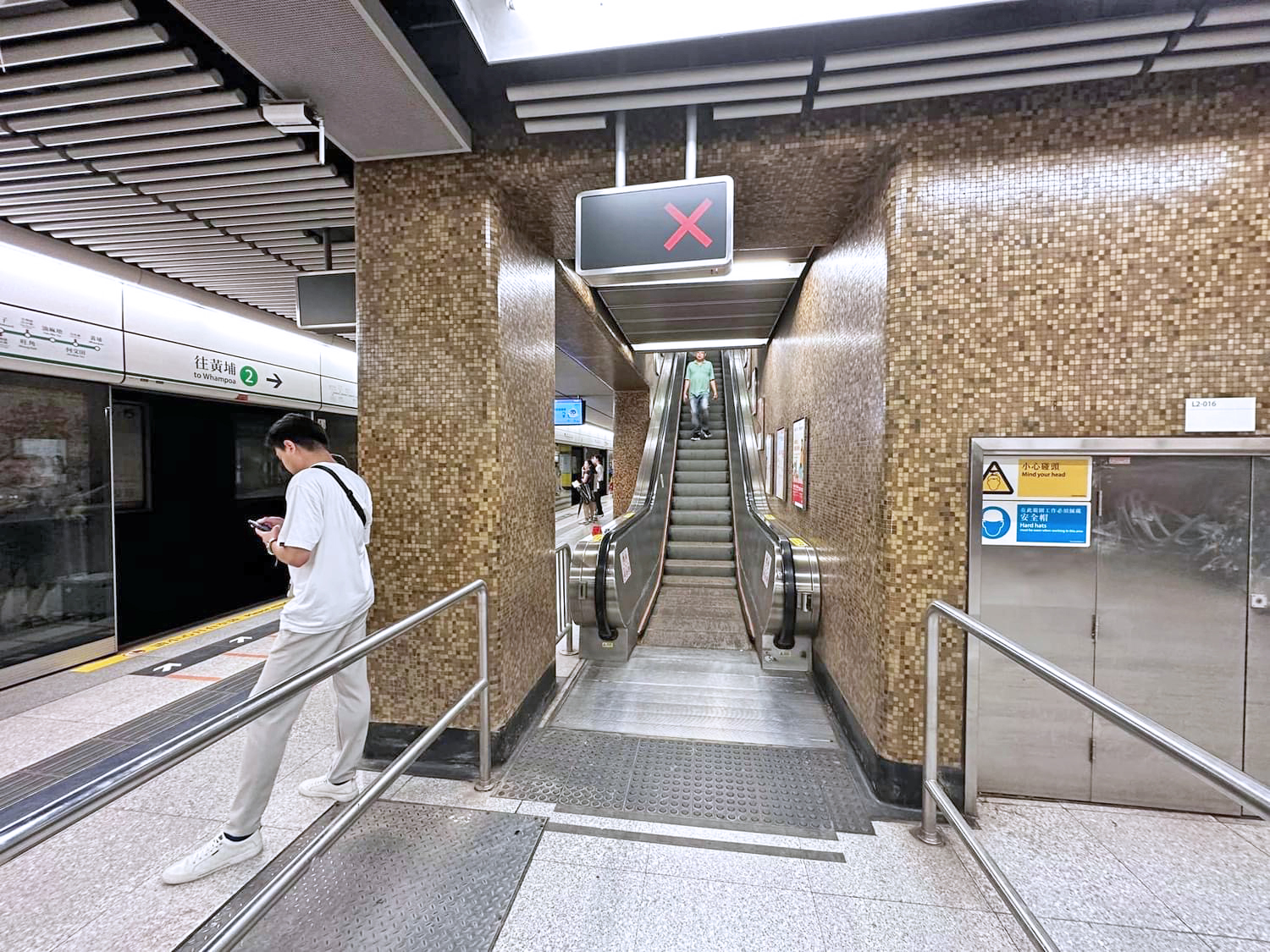
車站月台扶手電梯水浸受損而暫停使用

#### 反修例期間事件

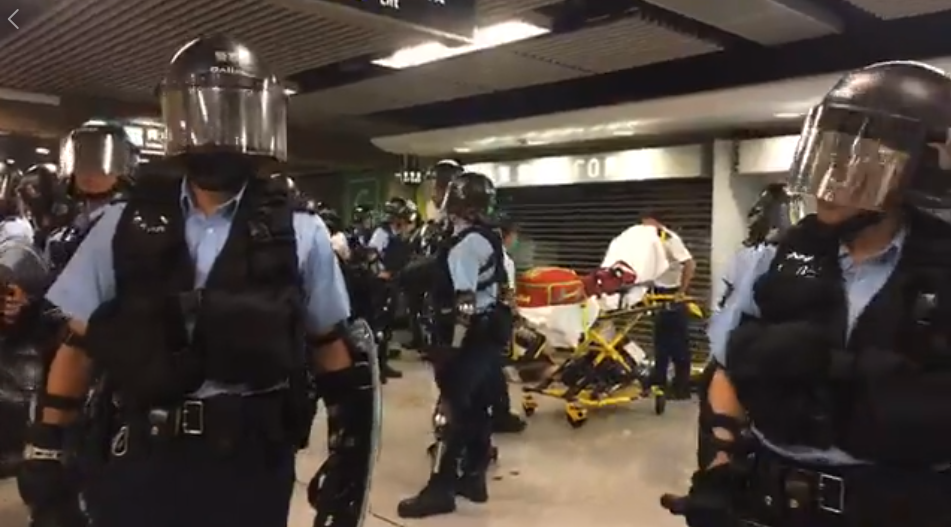
2019年9月11日晚上，過百人在場聚集不滿一名男子疑「跳閘」而被人制服，有防暴警員到場戒備

- 2019年8月3日晚上約10時50分，有至少十名防暴警員突然跑進港鐵黃大仙站出入口樓梯截停及拘捕兩名男子並搜身[22][23]。
- 2019年9月11日晚上近8時，一名男子疑「跳閘」而被制服，並帶入車站控制室，現場有過百人在場聚集不滿港鐵的處理手法，並包圍控制室，多名手持警棍盾牌的防暴警員一度到場。而男子稱當時閘機故障，但最後也遭港鐵職員票控罰款。此外，大堂有一名女子情緒激動而不適倒地，消防員及救護員接報到場處理，將該名女子送院[24]。
- 2019年10月1日，有反修例示威者破壞黃大仙站出口玻璃、閘門鐵鎖，港鐵其後宣佈關閉黃大仙站[25]。

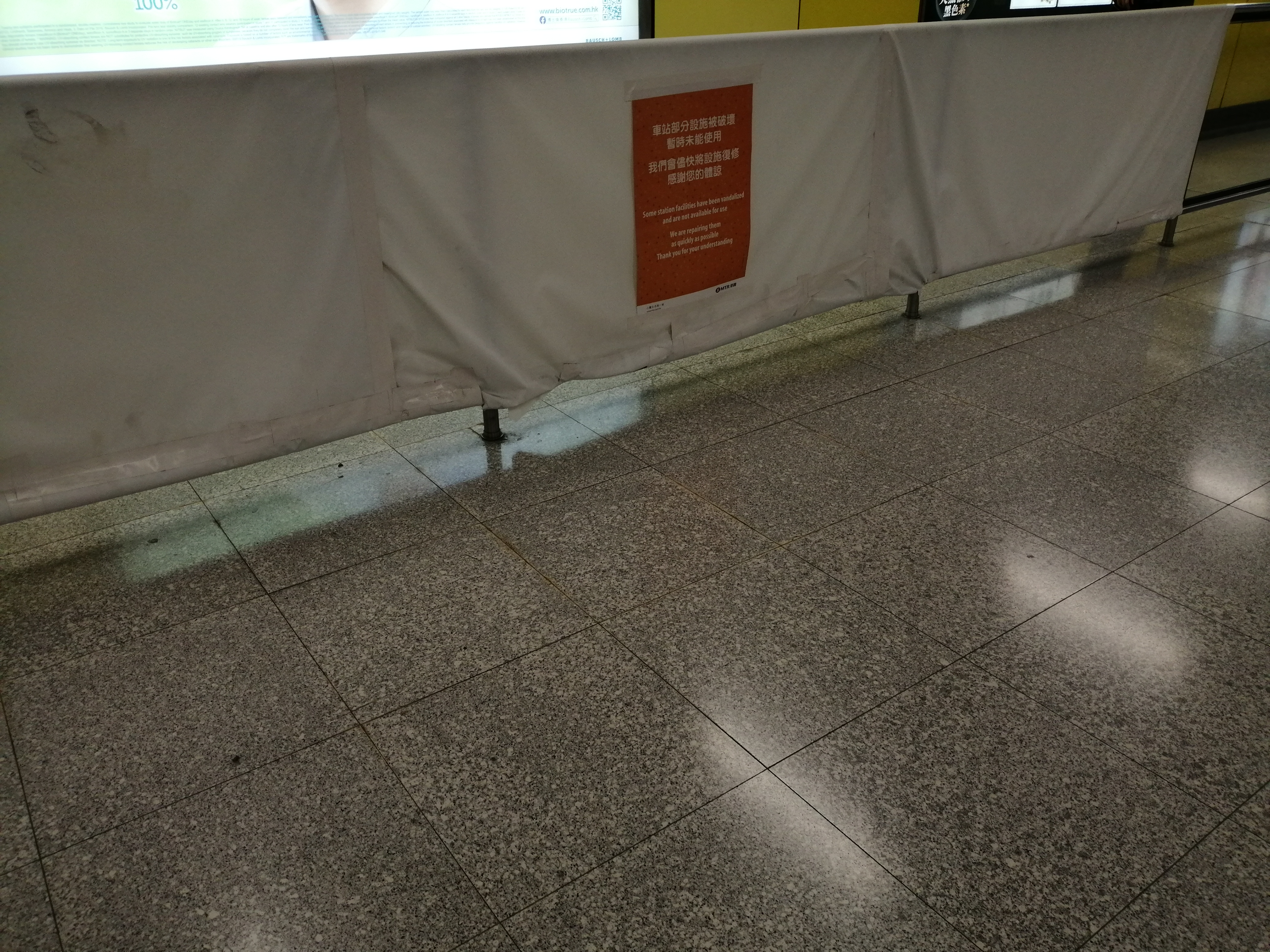
黃大仙站遭到破壞的玻璃欄杆
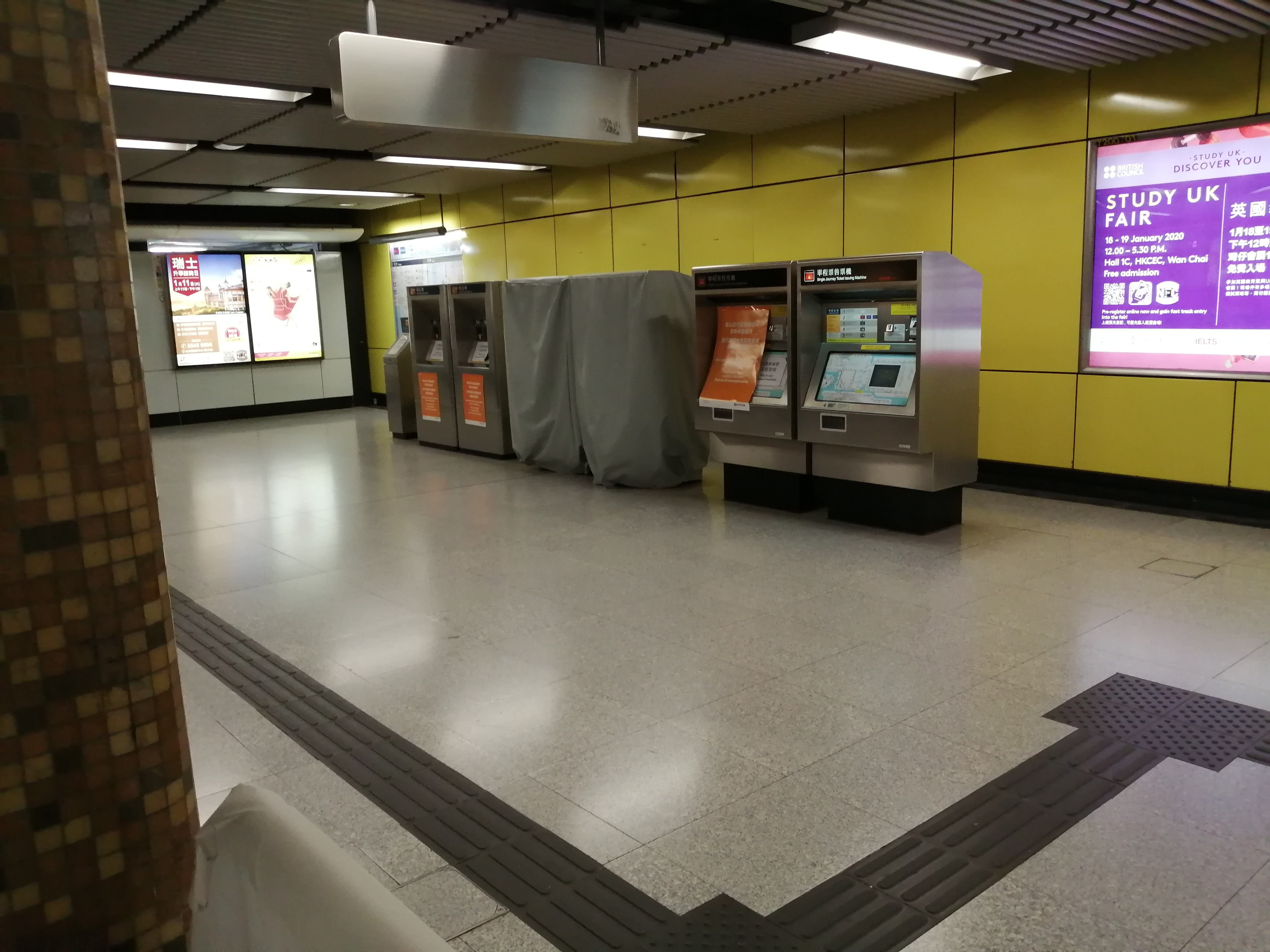
黃大仙站遭到破壞的售票機

## 外部連結
- 港鐵公司－黃大仙站街道圖 （页面存档备份，存于）
- 港鐵公司－黃大仙站位置圖 （页面存档备份，存于）
- 港鐵公司－黃大仙站列車服務時間 （页面存档备份，存于）